# Apatura eos
Apatura eos är en fjärilsart som beskrevs av Rossi 1794. Apatura eos ingår i släktet Apatura och familjen praktfjärilar. Inga underarter finns listade i Catalogue of Life.